# ザトゥレツキー・エデ
ザトゥレツキー・エデ（Zathureczky Ede、1903年8月24日 - 1959年5月31日）は、ハンガリーのヴァイオリン奏者。

## 経歴
1903年にハンガリー王国領イグロー(現スロヴァキア領スピシュカー・ノバー・ベス)で生まれる。プラハ音楽院でヤロスラフ・コチアンに師事した後、1918年からブダペスト音楽院でイェネー・フバイに師事。卒業後、1923年から1928年までの間に4回のイタリアへの演奏旅行を敢行し、1925年にはアメリカにも遠征して名声を確立した。
1929年から母校のブダペスト音楽院で教鞭をとり、1943年から同音楽院の院長を務めた。1956年にアメリカに亡命し、インディアナ大学でヴァイオリンを教えた。
1959年にブルーミントンにて没。